# Maison du roi (Espagne)
Pour les articles homonymes, voir Maison du roi (homonymie).

Armoiries de la Maison du roi sous le règne de Juan Carlos Ier (1975-2014)

La Maison du roi (officiellement : Maison de Sa Majesté le roi) est, en Espagne, l'organisme qui, placé sous l'autorité directe du roi d'Espagne, « a pour mission de lui servir d'appui dans toutes les activités dérivées de ses fonctions en tant que chef de l'État ». Il gère également l'organisation et le fonctionnement de la résidence de la famille royale, le palais de la Zarzuela.

## Antécédent historique
Dans l'histoire de la monarchie espagnole, la Maison du roi a pour antécédent historique l'administration dénommée Maison royale et Patrimoine de la Couronne d'Espagne, qui a existé jusqu'à la proclamation de la Seconde République, le 14 avril 1931.

## Structure
En vertu du décret royal 434/1988, du 6 mai, « portant restructuration de la Maison de Sa Majesté le roi » et des ordres du chef de la Maison du 17 avril 1996 et du 21 décembre 2006 dictés conformément à l'article 14 dudit décret royal, sa structure actuelle est la suivante :
- chef de la Maison du roi
- secrétariat général, dont le responsable est le second chef de la Maison du roi et secrétaire général, dont dépendent les unités suivantes :
  - cabinet de Planification et Coordination, dont dépend le secrétariat de Gestion des activités et programmes;
  - secrétariat de la reine, qui mène à bien l'étude, la préparation et l'exécution des affaires en rapport avec les activités de la reine Letizia;
  - service de sécurité, dont dépend le Centre de communications et d'informatique;
  - service des Relations avec les médias;
  - protocole;
  - intendance;
  - administration, infrastructures et services.
- quartier militaire, qui constitue la représentation d'honneur des armées, dont le responsable est un officier général en service, dont dépendent :
  - les aides de camp du roi;
  - un cabinet;
  - la Garde royale.

Selon l'article 65.2 de la Constitution espagnole, « le roi nomme et relève librement les membres civils et militaires de sa Maison ».

## Budget
Les budgets généraux de l'État contiennent un chapitre spécifique pour les frais de la Maison du roi, conformément à l'article 65.1 de la Constitution :
« Le Roi reçoit (...) une quantité globale pour la maintenance de Sa Famille et Maison, qu'il distribue librement. »
De cette façon, le budget n'a pas à être justifié et, par disposition constitutionnelle, il est utilisé à la discrétion du monarque, qui nomme également le personnel civil et militaire à sa charge.
En septembre 2007, le roi Juan Carlos Ier nomme un comptable pour qu'il prenne en charge la gestion économique de la Maison du roi.
Le 28 décembre 2011 et pour la première fois depuis l'entrée en vigueur de la Constitution de 1978, le budget détaillé de la Maison est publié.
| Année | Budget (en €) | Variation (en %) |
| ----- | ------------- | ---------------- |
| 2011  | 8 434 280,00  | -5,20            |
| 2012  | 8 264 280,00  | -2,00            |
| 2013  | 7 933 710,00  | -4,00            |
| 2014  | 7 775 040,00  | -2,00            |
| 2015  | 7 775 040,00  | 0                |
| 2016  | 7 775 040,00  | 0                |
| 2017  | 7 818 890,00  | +0,56            |

### Comparaison avec les budgets d'autres chefs d'État
Le budget de la monarchie britannique a été de 45 millions d'euros (38,2 millions de livres sterling) en 2010, incluant les frais de police, sécurité et forces armées, de transport et de maintenance des propriétés royales. En France, le budget de la présidence de la République était de 112 millions d'euros en 2010 1,72 euro par habitant).

## Organigramme

### Chefs de la Maison du roi
Cette fonction a pour antécédent celle de grand maître du roi d'Espagne (Mayordomo Mayor del Rey de España). Le chef de la Maison du roi a rang de ministre.

#### Sous Juan CarlosIer
- 1975-1990: Nicolás Cotoner y Cotoner, marquis de Mondéjar
- 1990-1993: Sabino Fernández Campo, comte de Latores
- 1993-2002: José Fernando de Almansa Moreno-Barreda, vicomte du Castillo de Almansa
- 2002-2011: Alberto Aza Arias
- 2011-2014: Rafael Spottorno Díaz-Caro

#### Sous Felipe VI
- 2014-2024 : Jaime Alfonsín Alfonso
- depuis février 2024 : Camilo Villarino Marzo[3]

### Secrétaires généraux de la Maison du roi

#### Sous Juan Carlos Ier
- 1976-1977: Alfonso Armada, marquis de Santa Cruz de Rivadulla
- 1977-1990: Sabino Fernandez Campo, comte de Latores
- 1990-1991: José Joaquín Puig de la Bellacasa Urdampilleta
- 1991-1993: Joel Casino Gimeno
- 1993-2002: Rafael Spottorno Díaz-Caro
- 2002-2002: Alberto Aza Arias
- 2002-2011: Ricardo Díez-Hichleitner Rodríguez
- 2011-2014: Alfonso Sanz Portolés

#### Sous Felipe VI
- depuis 2014 : Domingo Martínez Palomo, général divisionnaire de la Garde civile

### Chefs du Secrétariat du roi Juan Carlos
- 2014-2019 : Alfonso Sanz Portolés